# Chiesa vecchia di Gorfigliano
La chiesa vecchia di Gorfigliano, dedicata ai santi Giusto e Clemente, è un edificio religioso situato nella frazione di Gorfigliano nel comune di Minucciano. La nuova chiesa, ricostruita a valle mantiene la stessa denominazione.

## Storia e descrizione
La chiesa fu edificata negli anni 1706-1720 sui ruderi dell'antico castello, prima longobardo e poi pontificio, ricordato in documenti del 793, del 940 e del 997.
L'edificio ricorda lo stile romanico, con copertura a capanna e meravigliosa volta di tufo locale. La chiesa fu gravemente danneggiata dal terremoto del 1920, ridotta ad un cumulo di macerie e abbandonata. I lavori di ricostruzione, iniziati nel 1984, l'hanno riportata all'aspetto originario. Al termine dei restauri, il 22 maggio 2011 la chiesa è stata dedicata dall'arcivescovo di Lucca Italo Castellani a santuario della Madonna del Patrocinio.
Dalla chiesa si gode di un panorama sul lago di Gramolazzo.
Il 16 maggio 2009 presso i locali adiacenti alla chiesa è stato inaugurato il Museo dell'identità dell'Alta Garfagnana "Olimpio Cammelli" all'interno del quale sono conservati gli oggetti del lavoro di un tempo, ed è possibile conoscere la storia della ricostruzione della chiesa vecchia ad opera dei volontari e del parroco Alberto Bartolomei.